# 雷氏金翅雀鯛
雷氏金翅雀鯛（學名：Chrysiptera rapanui），又稱雷氏刻齒雀鯛，是輻鰭魚綱鱸形目雀鯛科金翅雀鯛屬的其中一種，分布於西南太平洋克馬德克群島及東南太平洋復活節島海域，深度3至38公尺，本魚體呈橢圓形而側扁，體色有2種，一種身體前半部體色為亮藍色，身體後半部為藍黑色，尾鰭淺藍色，背鰭及臀鰭有淡藍色邊緣；另一種身體前半部體色為橙黃色，身體後半部為深褐色，尾柄橙色，尾鰭深色帶藍色線紋，背鰭及臀鰭有輛藍色邊緣，背鰭硬棘13枚、背鰭軟條13-15枚、臀鰭硬棘2枚、臀鰭軟條14-16枚，體長可達5.5公分，棲息在珊瑚礁及岩礁，成小群活動，以浮游生物為食，繁殖期成對出現，雄魚會守護魚卵至孵化，生活習性不明。